# QKI
QKI‏ (QKI, KH domain containing RNA binding) هوَ بروتين يُشَفر بواسطة جين QKI في الإنسان.